# Like Me (reality-show)
Like Me foi um  reality show da TVI, com influencers, que estreou a 27 de maio de 2019. Teve a apresentação de Ruben Rua e Luana Piovani.

## A Casa
Ficava situada na Venda do Pinheiro, renovada e remodelada desde a última edição da Casa dos Segredos.

## Sinopse
Like Me junta 12 microinfluenciadores (maiores de 18 anos) nas redes sociais que vão fazer reset aos seus followers e competir por Likes.
Categorias: lifestyle, moda, tecnologia, foodie, humor, beleza, fitness, talento (música).
Só a criatividade dos posts e lives que fizerem vai ditar a permanência no programa.
Todos os dias vão ser confrontados com desafios que põem à prova, não só a sua criatividade, mas também as suas capacidades físicas, intelectuais e de resiliência.
A juntar a esta competição nas redes sociais, vão enfrentar o desafio de partilhar o mesmo espaço físico e tempo disponível para estarem “online”.
Quem será capaz de vencer este desafio e conquistar o título de principal influencer nacional?

## Edições
| Edição               | Estreia             | Final                | Dias | Concorrentes | Vencedor          |
| -------------------- | ------------------- | -------------------- | ---- | ------------ | ----------------- |
| Like Me (1.ª edição) | 27 de maio de 2019  | 29 de junho de 2019  | 34   | 13           | Gabriella Brooks  |
| Like Me (2.ª edição) | 29 de junho de 2019 | 24 de agosto de 2019 | 56   | 14           | Isabela Cardinali |